# Rathaus (Namysłów)

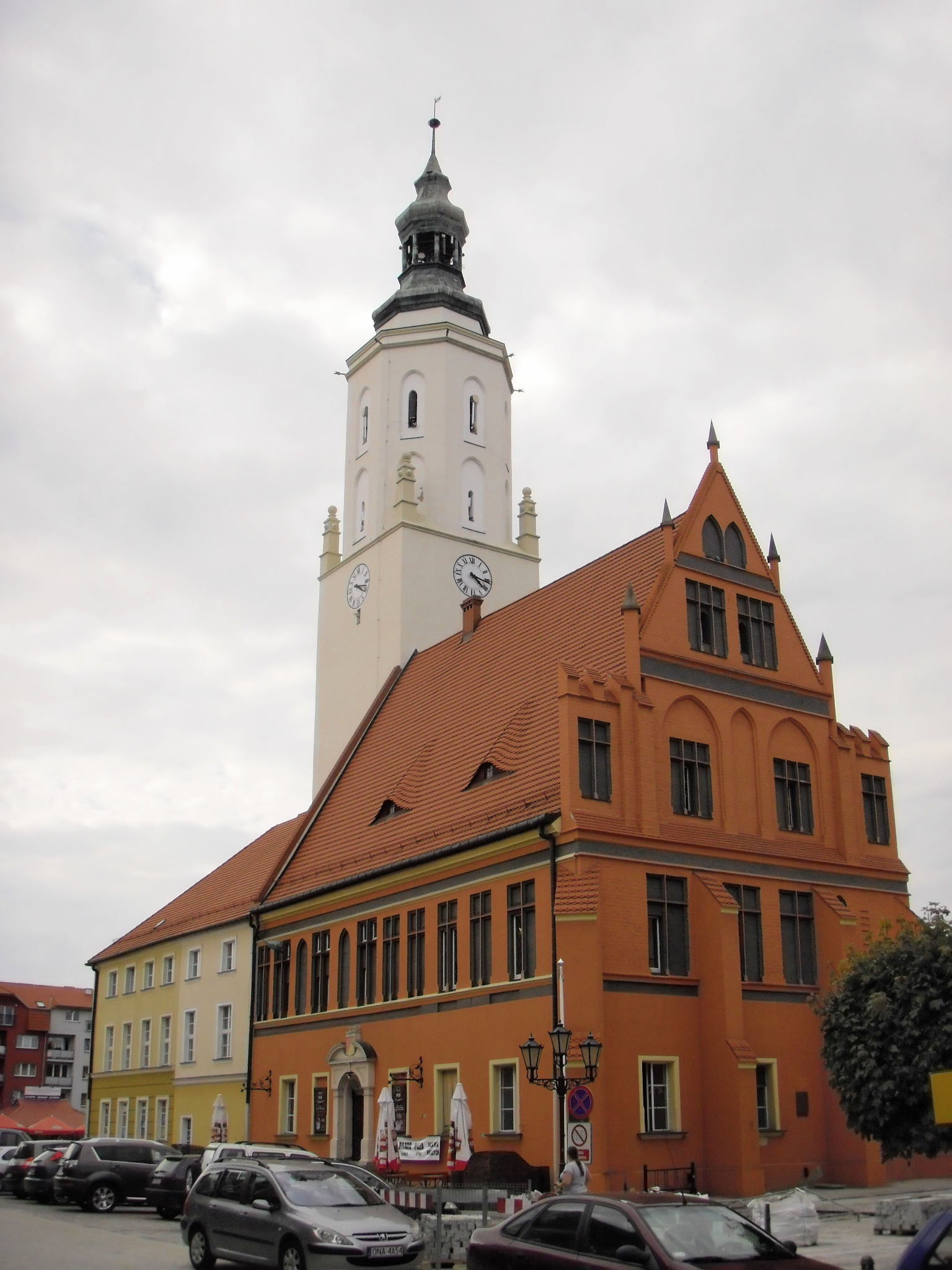
Rathaus – Ostfassade

Das Rathaus im schlesischen Namysłów (deutsch Namslau) steht am Ring, dem Namslauer Marktplatz.

## Geschichte

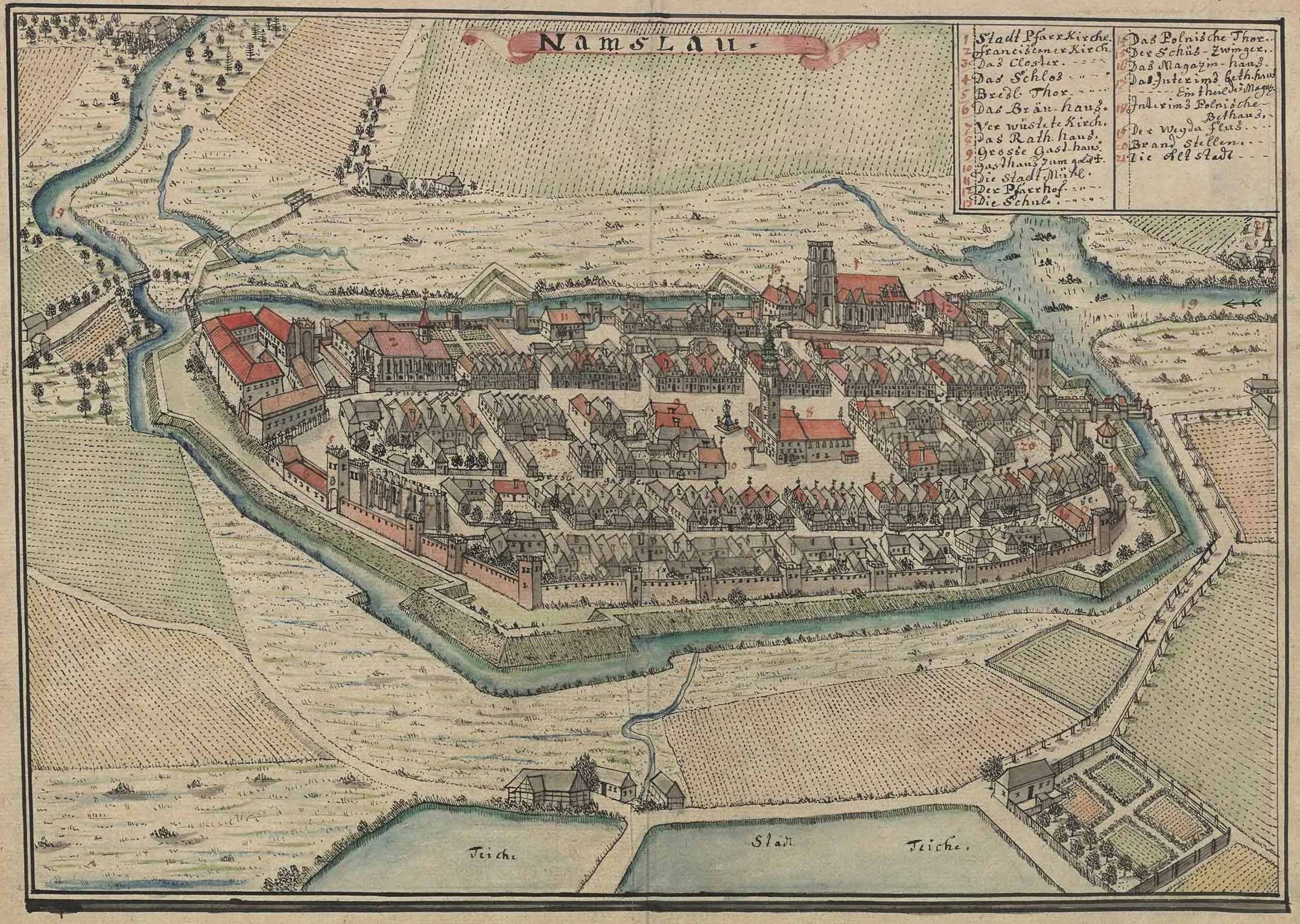
Ansicht von Namslau aus der Mitte des 18. Jahrhunderts mit Rathaus (Bildmitte)

Das Rathaus entstand zwischen 1374 und 1378 durch den Baumeister Peter Tintz in der Mitte des 135 m × 80 m großen Ring. Der 57 m hohe Rathausturm an der Westseite wurde zwischen 1381 und 1389 durch den Baumeister Peter Tintz errichtet. Nach einem Brand im Jahr 1484 wurde das Rathausgebäude wieder aufgebaut und erweitert. Beim Wiederaufbau wurde der Rathausturm um zwei Stockwerke in achteckiger Form erhöht. Im Rathaus bestanden eine Tuchhalle, Brot- und Fleischbänke sowie das Waagehaus. Im 17. Jahrhundert wurde der Rathausbau erweitert und die Ostfassade im Stil der Renaissance umgestaltet. 1625 erhielt der Rathausturm einen barocken Helm mit Laterne. Zwischen 1839 und 1849 wurden die Innenräume des Rathauses und die Fassade unter dem Baumeister Hasenwinkel umgestaltet. Unter Franz Tarteyn wurde das Rathaus zwischen 1923 und 1924 umgebaut.
Zwischen 1963 und 1964 erfolgten Modernisierungsarbeiten am Rathausbau. Seit 1964 steht das Rathaus unter Denkmalschutz. In den Jahren 2001–2002 wurde das Rathaus unter der Leitung von Professor Edmund Małachowicz von der Technischen Universität Breslau renoviert und neu gestaltet.
Jeden Tag um 12.00 Uhr erklingt aus dem Rathausturm ein Trompetenspiel.

## Architektur

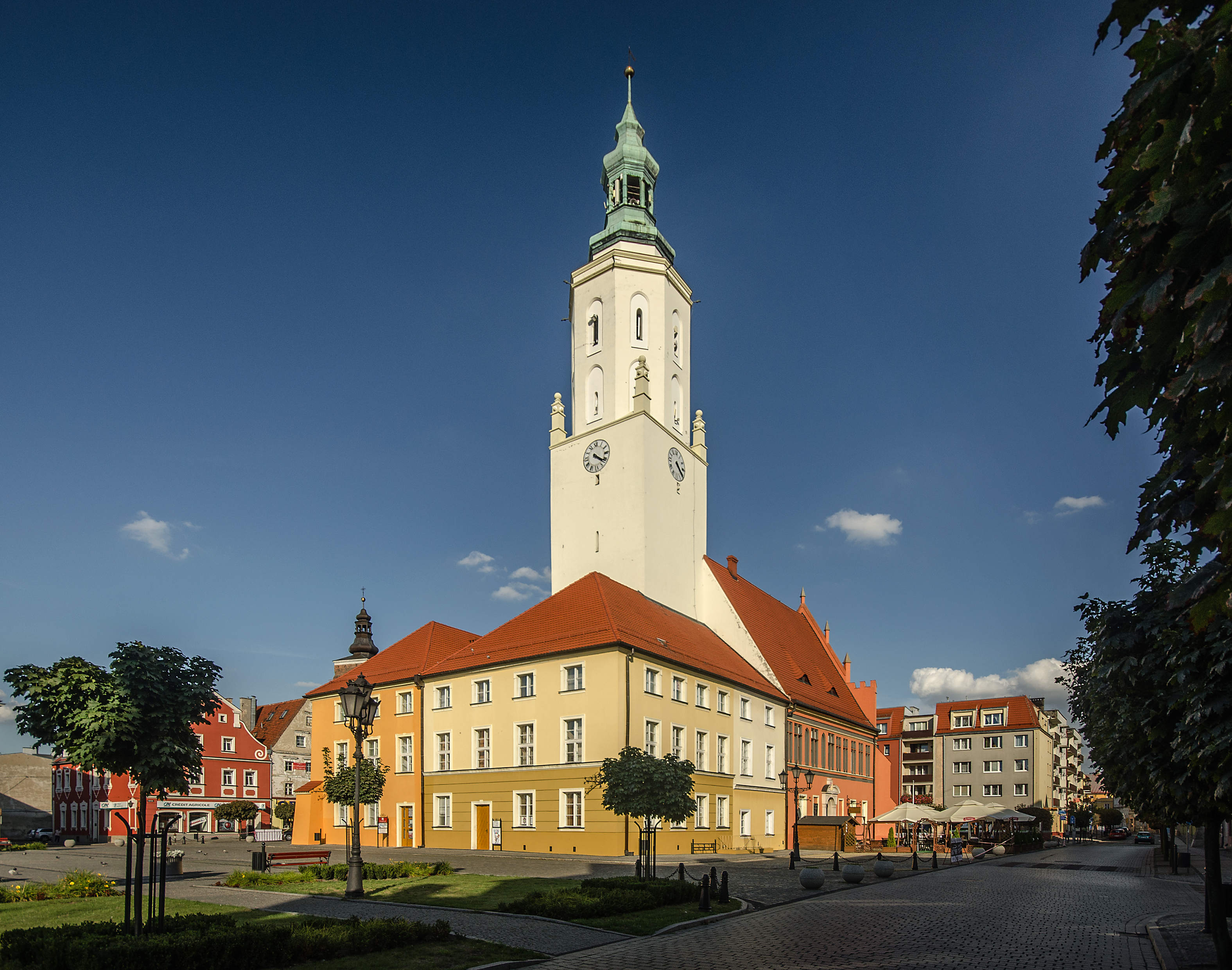
Westfassade mit Rathausturm

Das zweigeschossige Gebäude entstand im Stil der Gotik und der Renaissance. Der zwei- bis dreigeschossige freistehende Backsteinbau besitzt einen L-förmigen Grundriss. Der Baukörper besitzt ein hohes Satteldach. An der Ostfassade besitzt der Rathausbaus einen Giebel, welcher im 17. Jahrhundert umgestaltet wurde. Das oberste Geschoss umfasst eine Galerie mit Balustraden. Der Rathausturm befindet sich im Gebäudekern und entstand im spätgotischen Stil. Der Turm besitzt Lanzettfenster und einen oktogonalen Aufsatz mit einem Helm im Stil der Renaissance.
Im südlichen Erdgeschossteil befinden sich Kreuzgratgewölbe und Stichkappentonnen. Im Obergeschoss liegt der Sitzungssaal mit Netzgewölben aus dem 14. und 15. Jahrhundert.